# Kiihkelesaari
Kiihkelesaari är en ö i Finland. Den ligger i sjön Pyhäjärvi och i kommunen Saarijärvi i den ekonomiska regionen  Saarijärvi-Viitasaari och landskapet Mellersta Finland, i den centrala delen av landet, 280 km norr om huvudstaden Helsingfors. Öns area är 52,1 hektar och dess största längd är 0,9 kilometer i sydöst-nordvästlig riktning.